# Adoretus khmerus
Adoretus khmerus – gatunek chrząszcza z rodziny poświętnikowatych i podrodziny rutelowatych.

## Taksonomia
Gatunek ten opisany został po raz pierwszy w 2022 roku przez Pola Limbourga, Jérôme’a Constanta i Matthiasa Seidela na łamach „Belgian Journal of Entomology”. Jako lokalizację typową wskazano Park Narodowy Kirirom w prowincji Kâmpóng Spœ w Kambodży. Epitet gatunkowy pochodzi od ludu Khmerów.

## Morfologia
Samce osiągają od 8 do 9 mm długości i od 4 do 4,5 mm szerokości, samice zaś od 8,5 do 10 mm długości i od 4,5 do 5 mm szerokości ciała. Szeroka głowa jest rudobrązowa z czarniawymi wierzchołkami żuwaczek i wargi górnej oraz występami policzków. Ciemię i zaokrąglony nadustek w całości pokrywają guzki, a czoło gęsto rozmieszczone dołeczki. Żółtawe czułki buduje dziesięć członów. Rudobrązowe z czarnymi kropkami przy bocznych krawędziach przedplecze ma zarys szerszy niż dłuższy, prostokątny z równomiernie zaokrąglonymi bokami. Wszystkie jego krawędzie są opatrzone żeberkiem, a powierzchnia gęsto dołeczkowana. Jajowatego kształtu tarczkę rzeźbią płytkie punkty w kształcie podkowy. Rudobrązowe z czarniawym szwem, dłuższe niż szerokie pokrywy mają punktowane rzędy, gęsto dołeczkowane międzyrzędy oraz wyższe od nich żeberka. Na przedpleczu i pokrywach obecny jest słaby połysk metaliczny w odcieniu różowawym lub zielonkawym. Pygidium jest zaokrąglone. Wyrostek przedpiersia jest krótki i zaokrąglony. Odnóża przedniej pary mają dość wąskie, trójzębne golenie. Genitalia samca mają słabo zesklerotyzowany edeagus. Paramery w widoku grzbietowym mają boki równoległe do połowy długości, a dalej silnie zbieżne i lekko zafalowane, w widoku bocznym zaś są na całej długości proste i mają zaokrąglone grzbietowo wierzchołki.

## Ekologia i występowanie
Owad ten zasiedla lasy, w tym zdegradowane, z dużym udziałem bambusu. Postacie dorosłe są aktywne nocą. Niekiedy przylatują do sztucznych źródeł światła.
Gatunek orientalny, endemiczny dla Kambodży, znany z kilku stanowisk w prowincji Kâmpóng Spœ.